# Olaf Kullmann
Olaf Kullmann, född 2 juli 1892, död 9 juli 1942, var en norsk sjöofficer och fredsaktivist. Han utbildade sig till sjöofficer under första världskriget på Sjøkrigsskolen. Han var starkt influerad av idéerna bakom Briand-Kelloggpakten, som undertecknades 1928. Han blev fascinerad över hur en tvist mellan stater kunde lösas utan krig. Sommaren 1932 deltog han i en antikrigskongress i Amsterdam. Där uppmanade han tjänstemän från alla länder att göra uppror mot krigen.
Efter den tyska ockupationen av Norge år 1940 cyklade Kullmann runt om i Norge och för att sprida budskapet om pacifistisk agitation. Han arresterades 23 juni 1941. Tyskarna krävde att han aldrig mer skulle arbeta för fred, men han vägrade att underteckna något sådant och 1942 sändes han till koncentrationslägret Sachsenhausen, med bland andra Einar Gerhardsen och Arnulf Overland. Han dog bara tre månader efter ankomsten till lägret.